# Balinger
Pour les articles homonymes, voir Ballinger (homonymie).

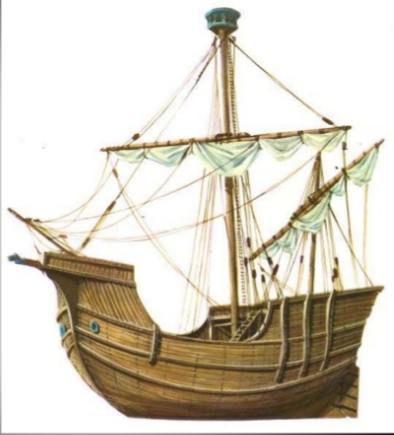
Balinger portugais.

Un balinger ou ballinger est un type de navire médiéval anglais à voiles et à rames, de taille moyenne (100 tonnes maximum), à faible tirant d'eau, construit pour la navigation en mer (cabotage et transport de troupes).

## Descriptif
Un balinger ne présente pas de château arrière. Il est propulsé à la fois à la rame et à la voile. Son gréement est constitué d'un seul mât muni d'une voile carrée ou d'une voile à corne. Il fait généralement moins de 100 tonnes pour une charge utile de 30 tonnes.

## Historique et usages
Probablement développés pour la chasse à la baleine, l'utilisation de ces navires remonte au XIIIe siècle avec la conquête d'Anglesey en 1282. Ils étaient également utilisés aux XVe et XVIIe siècles. 
Ils ont été principalement utilisés pour le commerce côtier, et le transport de troupes avec une capacité d'une quarantaine de soldats. Un certain nombre ont été employés dans le début de la Royal Navy pour le transport de troupes, comme l’atteste un document de 1441 relatif à des raids de pirates sur la côte sud de l'Angleterre où la Chambre des Communes demande au Roi Henry VI de fournir ces navires : "eight ships with four stages, carrying one with the other 150 men each. Every great ship was to have in its company a barge, with 80 men, and a ballinger, with 40; and there were also to be four pinnances, with twenty-five men in each".
En dépit des multiples mentions historiques, il n'y a pas d'illustrations certaines de ballinger datant de leur époque, ni de trace archéologique. Il est possible que ce navire ait ressemblé  à une grande barge de la Tamise gréée avec une voile carrée.